# Enric Borràs en Manelic
Enric Borràs en Manelic es un cuadro del pintor español Ramón Casas. El cuadro muestra al célebre actor catalán Enrique Borrás interpretando al personaje de Manelic de la obra Tierra baja del dramaturgo Ángel Guimerá. 
Actualmente el cuadro se encuentra en el fondo pictórico del Centre de Documentació i Museu de les Arts Escèniques. 

## Temática
La obra muestra a Enrique Borrás caracterizado como Manelic, el principal personaje de la obra de Ángel Guimerá Terra Baixa. Él es un pastor originario de la Terra Alta que vive en las montañas con sus ovejas. En la obra destaca por ser un personaje puro, inocente e ignorante; dichos rasgos psicológicos se resaltan en el cuadro tanto en la postura del personaje, como en sus ropas y la expresión de su rostro. 
Engañado por Sebastià, Manelic se traslada a la Terra baixa donde le ofrecen la mano de Marta. La hipocresía de la Terra baixa pronto corrompe el espíritu puro de Maneli y éste pierde la inocencia. El pastor, enloquecido, matará a Sebastià y huirá con su mujer de regreso a la Tierra alta.
El cuadro no solo pretende reflejar la personalidad del Manelic literario únicamente, sino que pretende ensalzar la figura de Enrique Borrás interpretando al personaje principal de una de las obras cumbre del teatro catalán. 
- Datos: Q9011078